# Ord (film fra 1994)
|  | Denne artikel er oprettet af botten PalnaBot ud fra en ekstern database. Den kan derfor have sproglige fejl eller mangler. Denne skabelon kan fjernes efter kontrol af indholdet. |

 For alternative betydninger, se Ord (flertydig). (Se også artikler, som begynder med Ord)
Ord er en film instrueret af Jens Loftager efter manuskript af Jens Loftager.

## Handling
En skildring af ordets magt - og afmagt. En påvisning af ordets undertrykkende - og befriende muligheder. Med Salman Rushdie og Václav Havel som toneangivende symboler veksler filmen mellem statements fra en række verdensberømte forfattere, arkivmateriale fra brændpunkter i det 20. århundredes kamp for (og undertrykkelse af) ytringsfrihed - fiktioner, bl.a. "Tusind og een nats eventyr" i hvilke Scheherezade fortæller historier for at overleve. Udover Havel og Rushdie medvirker Joseph Brodsky, Paul Auster, Günter Wallraff, Mario Vargas Llosa, Villy Sørensen, Inger Christensen, Julio Llamazares, Tahar Ben Jelloun, Kemal Kurspahic (fra Sarajevo-avisen Oslobodenje) og Aziz Nesin.